# Heiko Hunger
Heiko Hunger (Sebnitz, 24 giugno 1964) è un ex sciatore nordico tedesco attivo sia nel salto con gli sci sia nella combinata nordica. Fino alla riunificazione della Germania (1990) gareggiò per la nazionale tedesca orientale.

## Biografia

### Carriera nella combinata nordica
Debuttò in campo internazionale ai Mondiali juniores del 1983, a Kuopio, ottenendo la prima delle due medaglie d'oro che avrebbe vinto nella rassagna iridata giovanile. In Coppa del Mondo esordì il 29 dicembre 1983 a Oberwiesenthal (20°) e ottenne l'unica vittoria, nonché primo podio, il 29 dicembre 1984 nella medesima località.
Prese parte a due edizioni dei Campionati mondiali (4° nella gara a squadre a Sarajevo/Rovaniemi/Engelberg 1984 e nell'individuale a Seefeld in Tirol 1985 i migliori risultati).

### Carriera nel salto con gli sci
Dalla stagione 1987-1988 lasciò la combinata nordica per dedicarsi esclusivamente al salto con gli sci; in Coppa del Mondo esordì il 18 marzo 1988 a Meldal (8°) e ottenne il miglior risultato il 9 dicembre 1990 a Thunder Bay (4°).
Prese parte a un'edizione dei Giochi olimpici invernali, Albertville 1992 (7° nel trampolino normale, non conclude nel trampolino lungo, 5° nella gara a squadre), a due dei Campionati mondiali, vincendo una medaglia, e a una dei Mondiali di volo, Vikersund 1990 (43°).

## Palmarès

### Combinata nordica

#### Mondiali juniores
- 2 medaglie:
  - 2 ori (individuale a Kuopio 1983; gara a squadre a Trondheim 1984)

#### Coppa del Mondo
- Miglior piazzamento in classifica generale: 5º nel 1985
- 2 podi (entrambi individuali):
  - 1 vittoria
  - 1 terzo posto

##### Coppa del Mondo - vittorie
| Data             | Località       | Nazione      | Trampolino      | Spec.       |
| ---------------- | -------------- | ------------ | --------------- | ----------- |
| 29 dicembre 1984 | Oberwiesenthal | Germania Est | Fichtelberg K90 | IN NH/15 km |

Legenda:

IN = individuale Gundersen

NH = trampolino normale

### Salto con gli sci

#### Mondiali
- 1 medaglia:
  - 1 bronzo (gara a squadre a Val di Fiemme 1991)

#### Coppa del Mondo
- Miglior piazzamento in classifica generale: 28º nel 1989